# Варшавско метро
Варшавското метро (на полски: Metro Warszawskie) е метросистема във Варшава.
Дължината е 29 km. Дневно на Варшавското метро разчитат 568 000 души. Междурелсието е 1435 mm. Варшавското метро е едно от най-новите в Европа, първото и единствено в Полша. Отворено на 7 април 1995 г., то се състои от две линии, свързващи центъра на Варшава с гъсто населените южни и северни предградия (линия М1, север-юг) и окръг Волия с район Прага (линия М2, запад-изток).

## История
Проектите за строителство на метро във Варшава съществуват от 1918 г., когато планове за изграждане на метро за първи път се появяват в столицата на новосформираната държава. Подземната железопътна линия трябва да реши възникналата транспортна сложност на гъсто застроения градски център. Световната икономическа криза, която сполетява Полша, както и целия свят, погребва тези планове, давайки по-нататъшно развитие на трамвайната система във Варшава. Въпросът за изграждането на метрото се възобновява в Полша през 30-те години на миналия век, когато са били планирани две линии на подземната железница, работата по който започва през 1938 г., но плановете са предотвратени от Втората световна война. Днес малки участъци от това метро (тунели) служат като винарски изби.
През 50-те години за решаване на транспортни проблеми и за военни цели възниква необходимостта от изграждане на дълбоко метро, чиято линия, пресичаща Висла (от запад на изток), при необходимост може да служи като подземен проход на войски през реката. Със смъртта на Сталин обаче работата по технически причини е спряна и от 1957 г. вече построеният тунел с дължина 771 метра е изоставен. По различни причини изграждането на метрото е невъзможно до началото на 80-те години. Монтирано е тактилно покритие на всички станции.

## Линии
Варшавското метро разполага с две линии и общ брой на станциите 27. През 1982 г. програмата за изграждане на метро в полската столица е одобрена от правителството и започва строителството на първите тунели. Откриването на метрото с единадесет станции се състои през 1995 година. На 16 август 2010 г. започва строителството на 7 станции от централния участък от втората линия. На 8 март 2015 г. участъкът е официално открит.
| #  | Откриване   | Дължина                   | Станции           |
| -- | ----------- | ------------------------- | ----------------- |
| M1 | 1995 – 2008 | 22,7 km                   | 21                |
| M2 | 2015        | 12,8 km (32 km планирани) | 13 (21 планирани) |
| M3 | в строеж    |                           | 8                 |

### Първа линия
През 1982 г. програмата за изграждане на метрото в полската столица е одобрена от правителството и се започва изграждането на първите тунели. Откриването на метрото с единадесет станции се състои през 1995 година.
В нощта на 4 юни 2010 г. поради обилни дъждове станциите „Имелин“ и „Стоклоса“ са затворени. В нощта на 7 август метрото отново е наводнено: станциите „Кабати“, „Имелин“, „Урсинув“, „Стоклоса“, „Ратуш Арсена“, „Свентокшиска“ и „Дворец Гдански“ са наводнени.

### Втора линия
На 16 август 2010 г. започва изграждането на станциите от централния участък на втората линия, като на 8 март 2015 г. централният участък на втората линия е официално открит за пътници. На 15 септември 2019 г. е открито разширението на линия 2 на изток с 3 станции и дължина 3,1 km. На 4 април 2020 г. e открит удължителен участък от линия 2 на запад с 3 станции и дължина 3,4 km.

## Станции
| Участък                               | Линия | Откриване         | Дължина | Брой станции |
| ------------------------------------- | ----- | ----------------- | ------- | ------------ |
| Kabaty – Politechnika                 | M1    | 7 април 1995      | 11,1 км | 11           |
| Politechnika – Centrum                | M1    | 26 май 1998       | 1,4 км  | 1            |
| Centrum – Ratusz Arsenał              | M1    | 11 май 2001       | 1,7 км  | 2            |
| Ratusz Arsenał – Dworzec Gdański      | M1    | 20 декември 2003  | 1,5 км  | 1            |
| Dworzec Gdański – Plac Wilsona        | M1    | 8 април 2005      | 1,5 км  | 1            |
| Plac Wilsona – Marymont               | M1    | 29 декември 2006  | 0,9 км  | 1            |
| Marymont – Słodowiec                  | M1    | 23 април 2008     | 1 км    | 1            |
| Słodowiec – Młociny                   | M1    | 25 октомври 2008  | 2.6 км  | 3            |
| Rondo Daszyńskiego – Dworzec Wileński | M2    | 8 март 2015       | 6,1 км  | 7            |
| Dworzec Wileński – Trocka             | M2    | 15 септември 2019 | 3,1 км  | 3            |
| Rondo Daszyńskiego – Księcia Janusza  | M2    | 4 април 2020      | 3,4 км  | 3            |

## Подвижен състав
Първоначално всички метровагони на варшавското метро са били руско производство. През 1990 г. 5 вагона 81 – 717.3 / 714.3 пристигат във Варшава 5 години преди метрото да бъде отворено. Те са направени в инженерния завод в Митищи. През 1998 г. са поръчани 108 нови вагона Алстом. През 2006 г. за удължаване на съществуващите влакове бяха поръчани 2 партиди допълнителни вагони в инженерния завод в Митищи: 81 – 714.3. Първата партида от 14 вагона 81 – 714.3 пристига във Варшава до края на първото тримесечие на 2007 г. Втората партида от 16 вагона 81 – 714.3 пристига през четвъртото тримесечие на 2007 г. През 2012 г. започва доставката на влакове на Siemens Inspiro, произведени от консорциума Siemens AG и Newag S.A. След продължителни тестове, първият влак е пуснат с пътници през октомври 2013 г.
- Метровагонмаш
(81 – 717.3/714.3)
- Метровагонмаш
(81 – 572/573)
- Метровагонмаш
(81 – 572.2/573.2)
- Алстом
- Сименс Мобилити
(Сименс Инспиро)

## Галерия
- Станция „Plac Wilsona“
- Станция „Wierzbno“
- Станция „Świętokrzyska“
- Станция „Ratusz Arsenał“
- Станция „Marymont“